# Davao del Norte
Davao del Norte is een provincie van de Filipijnen centraal gelegen op het eiland Mindanao. De provincie maakt deel uit van regio XI (Davao Region). De hoofdstad van de provincie is Tagum. Bij de census van 2015 telde de provincie ruim 1 miljoen inwoners.

## Geografie

### Bestuurlijke indeling
Cotabato bestaat uit 3 steden en 8 gemeenten.

#### Steden
- Island Garden City of Samal
- Panabo City
- Tagum

#### Gemeenten
| - Asuncion - Braulio E. Dujali - Carmen - Kapalong | - New Corella - San Isidro - Santo Tomas - Talaingod |

Deze stad en gemeenten zijn weer verder onderverdeeld in 223 barangays.

## Demografie
Davao del Norte had bij de census van 2015 een inwoneraantal van 1.016.332 mensen. Dit waren 70.568 mensen (7,5%) meer dan bij de vorige census van 2010. Ten opzichte van de census van 2000 was het aantal inwoners gegroeid met 272.521 mensen (36,6%). De gemiddelde jaarlijkse groei in die periode kwam daarmee uit op 1,38%, hetgeen lager was dan het landelijk jaarlijks gemiddelde over deze periode (1,72%).

De bevolkingsdichtheid van Davao del Norte was ten tijde van de laatste census, met 1.016.332 inwoners op 3426,97 km², 296,6 mensen per km².

## Economie
Davao del Norte is een relatief arme provincie. Uit cijfers van het National Statistical Coordination Board (NSCB) uit het jaar 2003 blijkt dat 36,8% (11.833 mensen) onder de armoedegrens leefde. In het jaar 2000 was dit 46,5%. Daarmee staat Davao del Norte 50e op de lijst van provincies met de meeste mensen onder de armoedegrens. Van alle 79 provincies staat Davao del Norte bovendien 32e op de lijst van provincies met de ergste armoede.